# Hugh Hutchison
Hugh Hutchison (* 17. November 1964 in Dunfermline) ist ein ehemaliger britischer Freestyle-Skier. Er startete in der Buckelpisten-Disziplin (englisch: Moguls).

## Werdegang
Hutchison trat international erstmals bei den Weltmeisterschaften 1989 in Oberjoch in Erscheinung und erreichte dort den 35. Platz im Moguls. Im Dezember 1989 startete er in Tignes erstmals im Freestyle-Skiing-Weltcup, wobei er den 50. Platz im Moguls errang und nahm bis 1994 an 39 Weltcups teil. Sein bestes Ergebnis dabei war der 19. Platz im Moguls im Februar 1991 in La Clusaz sowie im Dezember 1993 in La Plagne. Bei den Weltmeisterschaften 1991 in Lake Placid kam er auf den 49. Platz und bei den Weltmeisterschaften 1993 in Altenmarkt-Zauchensee auf den 29. Rang im Moguls. Außerdem belegte er bei den Olympischen Winterspielen 1992 in Albertville und bei den Olympischen Winterspielen 1994 in Lillehammer jeweils den 25. Platz im Moguls-Wettbewerb.

## Erfolge

### Olympische Spiele
- 1992 Albertville: 25. Platz Moguls
- 1994 Lillehammer: 25. Platz Moguls

### Weltmeisterschaften
- 1989 Oberjoch: 35. Platz Moguls
- 1991 Lake Placid: 49. Platz Moguls
- 1993 Altenmarkt-Zauchensee: 29. Platz Moguls

### Weltcupwertungen
Hutchison nahm an 39 Weltcups teil.
| Saison  | Gesamt | Gesamt | Moguls | Moguls |
| Saison  | Platz  | Punkte | Platz  | Punkte |
| ------- | ------ | ------ | ------ | ------ |
| 1990/91 | 121.   | 1      | 48.    | 9      |
| 1993/94 | 103.   | 8      | 44.    | 68     |